# Deeper and Deeper
"Deeper and Deeper" je drugi singl američke pjevačice Madonne s albuma Erotica iz 1992. Kao singl je izdan u prosincu 1992. pod Maverick Recordsom. Ova pjesma kao je bila pravi house i disco uspješnica, pomalo nalik na pjesmu "Vogue". Uvrštena je na kompilaciju najvećih hitova iz 2001. - GHV2.

## O pjesmi
"Deeper and Deeper" su napisali Madonna, Shep Pettibone i Anthony Shimkin. Izdana je kao drugi singl a albuma Erotica u prosincu 1992. Pjesma je bila uspješna na ljestvicama, pa je s obje strane Atlantika ušla u Top 10, s 6. mjestom u UK-u, 7. mjestom na američkoj Hot 100 ljestvici i 1. mjestom u Kanadi.
Pjesma je najveći dance adut s albuma. Pomalo je bilo čudno što je baš ta pjesma bila izabrana za drugi singl s albuma. Mnogi fanovi su zamjerili Madonni što upravo ovu pjesmu nije pustila kao najavni singl umjesto odabrane "Erotice", te su smartali da bi ovaj singl doprinio mnogo više sveukupnom uspjehu albuma, te da bi cijeli taj "Erotica period" bio mnogo uspješniji.
Za obrade pjesam su zaslužni Shep Pettibone i David Morales. Pjesma je bila veliki klupski hit, a na Hot Club Dance Play ljestvici je bio još jedan Madonnin broj 1.
Pjesma sadrži dijelove pjesme "I'm Gonna Love You Just a Little More, Baby" od Barry Whitea. Također sadrži i dijelove njenog velikog hita "Vogue" na kraju pjesme. Postoji tvrdnja među fanovima da je pjesma napisana o mladom homoseksualcu.
Madonna je izvela pjesmu na The Girlie Show World Tour 1993. i na Re-Invention World Tour 2004. Na posljednjoj turneji je izvela pjesmu u jazz verziji.

## Glazbeni video
Glazbeni video za "Deeper and Deeper" je snimljen 7. i 8. studenog 1992. u The Roxbury noćnom klubu u Hollywoodu pod redateljskom palicom Bobbyja Woodsa. Ovo je bila oda Andy Warholu, snimljena u skoro identičnom stilu kao i njegovi filmovi. U ovom videu Madonna glumi Edie Sedgwick. Iako je u vrijeme premijere video nije bio shvaćen, ostao je do današnjih dana jedan od Madonninih najljepših videa.
U videu se pojavljuje Madonnina dugogodišnja prijateljica Debi Mazar koja se još prvi puta pojavila u Madonninom spotu 1986. za pjesmu "True Blue". Osim nje, pojavljuju se i dobitnica Oscara Sofia Coppola te glumac Udo Kier koji se pojavljivao u Warholovim fimovima.

## Popis pjesama i formata
| - Britanski CD Singl 1. Deeper and Deeper (Album Edit) (4:54) 2. Deeper and Deeper (Shep's Deep Makeover Mix) (9:09) 3. Deeper and Deeper (David's Klub Mix)+ (7:40) 4. Deeper and Deeper (Shep's Classic 12") (7:27) 5. Deeper and Deeper (Shep's Fierce Deeper Dub) (6:01) 6. Deeper and Deeper (Shep's Deep Beats) (2:57) - Britanski 12" singl 1. Deeper and Deeper (Shep's Classic 12") (7:25) 2. Deeper and Deeper (Shep's Deep Makeover Mix) (9:06) 3. Deeper and Deeper (Shep's Deep Beats) (2:57) 4. Deeper and Deeper (David's Klub Mix)+ (7:38) 5. Deeper and Deeper (David's Deeper Dub) (5:22) 6. Deeper and Deeper (Shep's Deeper Dub) (6:08) - Američki CD singl i 7" singl 1. Album Edit (4:54) 2. Instrumental (5:31) - Američki Maxi Singl 1. Deeper and Deeper (Album Edit) (4:54) 2. Deeper and Deeper (Shep's Deep Makeover Mix) (9:09) 3. Deeper and Deeper (David's Klub Mix)+ (7:40) 4. Deeper and Deeper (Shep's Classic 12") (7:27) 5. Deeper and Deeper (Shep's Fierce Deeper Dub) (6:01) 6. Deeper and Deeper (David's Love Dub) (5:39) 7. Deeper and Deeper (Shep's Deep Beats) (2:58) | - Japan/Australija EP 1. Deeper and Deeper (Shep's Deep Makeover Mix) 2. Deeper and Deeper (David's Klub Mix) 3. Deeper and Deeper (Shep's Classic 12) 4. Deeper and Deeper (Shep's Fierce Deeper Dub) 5. Deeper and Deeper (David's Love Dub) 6. Deeper and Deeper (Shep's Deep Beats) 7. Bad Girl (Extended Mix) 8. Erotica (Kenlou B-Boy Instrumental) 9. Erotica (Underground Tribal Beats) 10. Erotica (Wo Dub) 11. Erotica (House Instrumental) 12. Erotica (Bass Hit Dub) - Deeper and Deeper (David's Klub Edit) - Deeper and Deeper (Shep's Deep Makeover Edit) - Deeper and Deeper (David's Classic Klub Mix) - Deeper and Deeper (Shep's Deepstrumental) - Deeper and Deeper (Shep's Bonus Beats) |

## Uspjeh na ljestvicama
| Ljestvica (1992/1993)              | Pozicija |
| ---------------------------------- | -------- |
| Australija                         | 11       |
| Austrija                           | 30       |
| Europa                             | 9        |
| Francuska                          | 17       |
| Irska                              | 7        |
| Italija                            | 8        |
| Japan                              | 3        |
| Kanada                             | 1        |
| Nizozemska                         | 20       |
| Novi Zeland                        | 9        |
| Njemačka                           | 26       |
| Švedska                            | 22       |
| Švicarska                          | 23       |
| Ujedinjeno Kraljevstvo             | 6        |
| U.S. Billboard Hot 100             | 7        |
| U.S. Billboard Pop Songs           | 2        |
| U.S. Billboard Hot Dance Club Play | 1        |